# Scytodes maresi
Espèce
Scytodes maresi est une espèce d'araignées aranéomorphes de la famille des Scytodidae.

## Distribution
Cette espèce est endémique du Paraíba au Brésil,. Elle se rencontre vers Areia.

## Description
Le mâle holotype mesure 1,66 mm et la femelle paratype 1,68 mm.

## Étymologie
Cette espèce est nommée en l'honneur de Carlos Frederico Marés de Souza Filho.

## Publication originale
- Rheims & Brescovit, 2001 : Three new species of litter inhabiting spiders of the genus Scytodes Latreille from northeastern Brazil (Araneae, Scytodidae). Spixiana, vol. 24, no 2, p. 123-128.